# 黃石縣
黃石縣（英語：Yellowstone County）是美国蒙大拿州東南部的一個縣，面積6,861平方公里。根據2020年美國人口普查，共有人口16萬4,731人。縣治比靈斯（Billings）。該縣成立於1909年3月9日，縣名來自今日稱為黃石河兩岸黃色的石頭。